# Фьестад, Густав
Густав Фьестад (швед. Gustaf Adolf Christensen Fjæstad, 1868—1948) — шведский художник и дизайнер. Работы Фьестада находятся во многих национальных и международных коллекциях. Получил широкую международную известность как мастер снежного пейзажа.
В молодости активно занимался конькобежным и велосипедным спортом, установил мировой рекорд в беге на коньках.

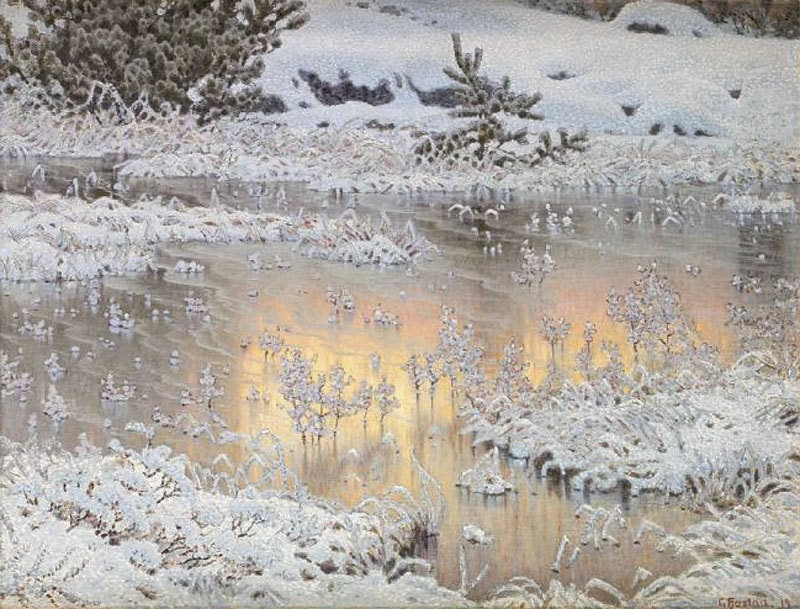
«Морозное утро». Картина Густава Фьестада (1919)

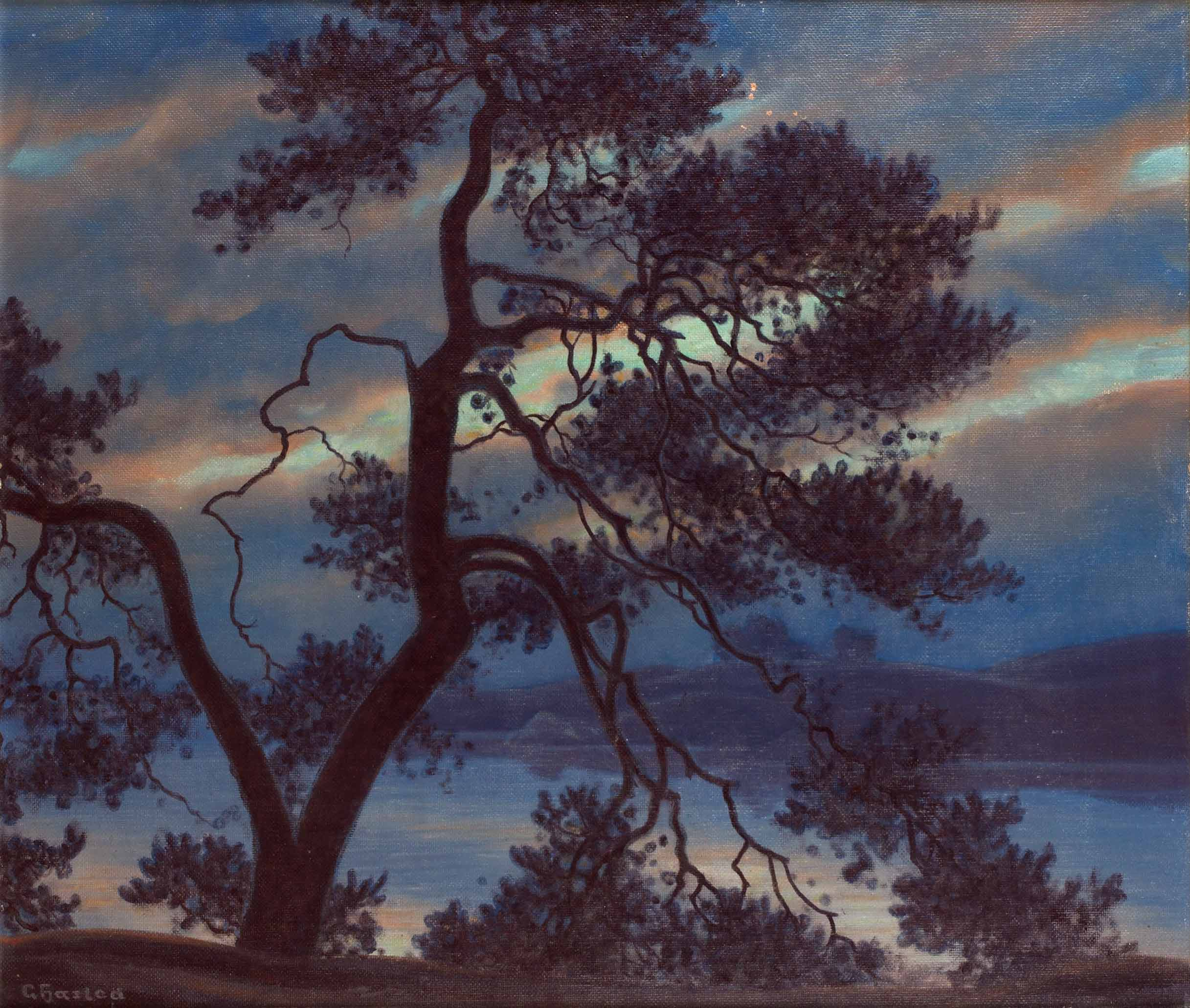
«Сумеречный пейзаж». Картина Густава Фьестада

## Биография
Родился в Стокгольме 22 декабря 1868 года в семье сапожника Педера Кристенсена и его жены Кристины Андерссон. Учился в Королевской академии свободных искусств (1891—1892), затем — в Школе живописи. Был учеником известных шведских художников Бруно Лильефорса (вместе с ним участвовал в оформлении Стокгольмского биологического музея) и Карла Улофа Ларссона (ассистировал ему при создании фресок для Национального музея Швеции).
В молодости активно занимался спортом. В 1891 году на соревнованиях в Норвегии по бегу на коньках установил мировой рекорд на дистанции в 1 милю (2.51,2). В 1892 году стал победителем 10-километровой велогонки Mästerskapsridt för Sverige — первой в Швеции, открытой для всех желающих; в том же году победил во впервые проводившейся велогонке «Вокруг Меларена».
В 1897 году Фьестад переехал в старую студию скульптора Эрикссона Кристиана в деревне Тасеруд около города Арвика в провинции Вермланд (сейчас это жилой район в составе Арвики), где прожил до конца своей жизни. В 1898 году из Тасеруда он отправил на выставку в Стокгольм свои работы, которые принесли ему первый успех. Со временем в Тасеруде Фьестад организовал колонию художников Ракстад (Rackstad, от названия близлежащего озера Racken).

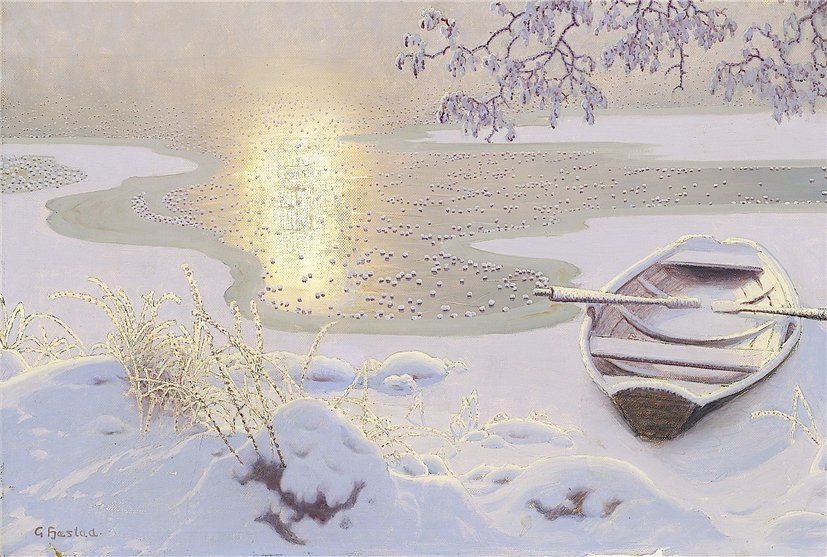
«Одиночество». Картина Густава Фьестада (1947)

В 1908 году в Стокгольме состоялась его первая персональная выставка, на которой были показаны как его картины, так и образцы декоративно-прикладного искусства. Позже состоялось ещё несколько его персональных выставок — в 1910 году снова в Стокгольме, в 1914 году — в Берлине, в 1927 году — в Лондоне, в 1932 году — в Музее Вермланда. Его работы, отличавшиеся особой изобразительной техникой, печатались во многих изданиях и были широко известны по всей стране, в то же время профессиональные критики оценивали его работы не столь восторженно. Значительная часть его работ — это зимние пейзажи Вермланда (Фьестада называли Rimfrostens mästare — «мастер (хозяин) инея»), для которых характерно большое внимание к деталям и стилистическая близость к японскому пейзажному искусству. По мнению критиков, Фьестад со своим «декоративным реализмом» стоит в шведском искусстве особняком.

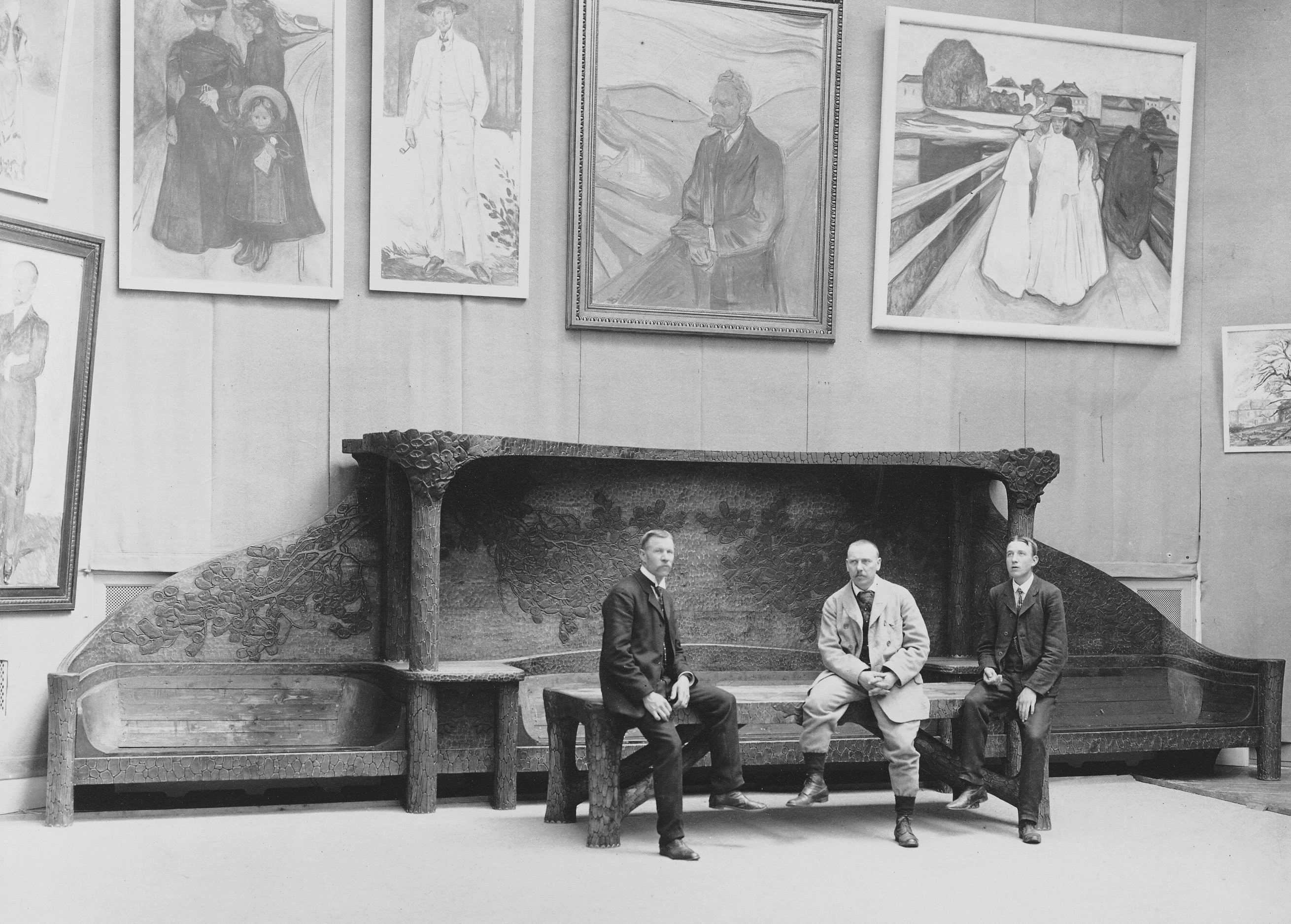
«Диван Тиля» (без кресел) в Тильской галерее в Стокгольме. Густав Фьестад — в центре, справа от него резчик по дереву Оле Эриксон, слева — плотник Адольф Свенсон. Фото: Оскар Элльквист (1908)

Помимо живописи, Фьестад занимался также мебельным искусством и художественной ковкой, а также создал несколько цветных гравюр на дереве. Его сосновая мебель в деревенском стиле обычно имела отделку, имитирующую древесную кору. Наиболее известным образцом его мебели является так называемый «Диван Тиля» (Thiels soffa) из просмолённой сосны, — сделанный по заказу Тильской галереи комплект, состоящий из огромного дивана, стола и кресел.
Скончался 17 июля 1948 года в Арвике.

## Семья
Жена (с 15 июля 1898 года) — Керстин Мария (Майя) Фьестад (в девичестве Халлен, 1873—1961), занималась созданием гобеленов, а также гравюр на дереве.
У пары было четверо детей, в том числе Бу Фьестад (1903—1991), ставший художником и скульптором. Одна из дочерей, Агнета (1901—1997), в 1981 году опубликовала книгу о своих родителях, написанную на основе документов, писем и собственных воспоминаний. По воспоминаниям Агнеты, Густав Фьестад был человеком могущественным и главенствующим (kraftfull och dominerande) — и дети его немного побаивались.